# Diòcesi de Cadis i Ceuta
La diòcesi de Cadis i Ceuta, en llatí, Dioecesis Gadicensis et Septensis, és una seu de l'Església catòlica, sufragània de l'arquebisbat de Sevilla. Comprèn el sud de la província de Cadis, al sud de la península Ibèrica, prenent com a frontera natural el curs del riu Guadalete. Abastant la major part de la província, el seu territori comprèn La Janda, el Camp de Gibraltar, la ciutat de Ceuta i gran part de la Bahía de Cádiz, exceptuant la major part de la zona urbana i nord de El Puerto de Santa María. Té una zona extensa de costa i una altra de caràcter rural i interior.

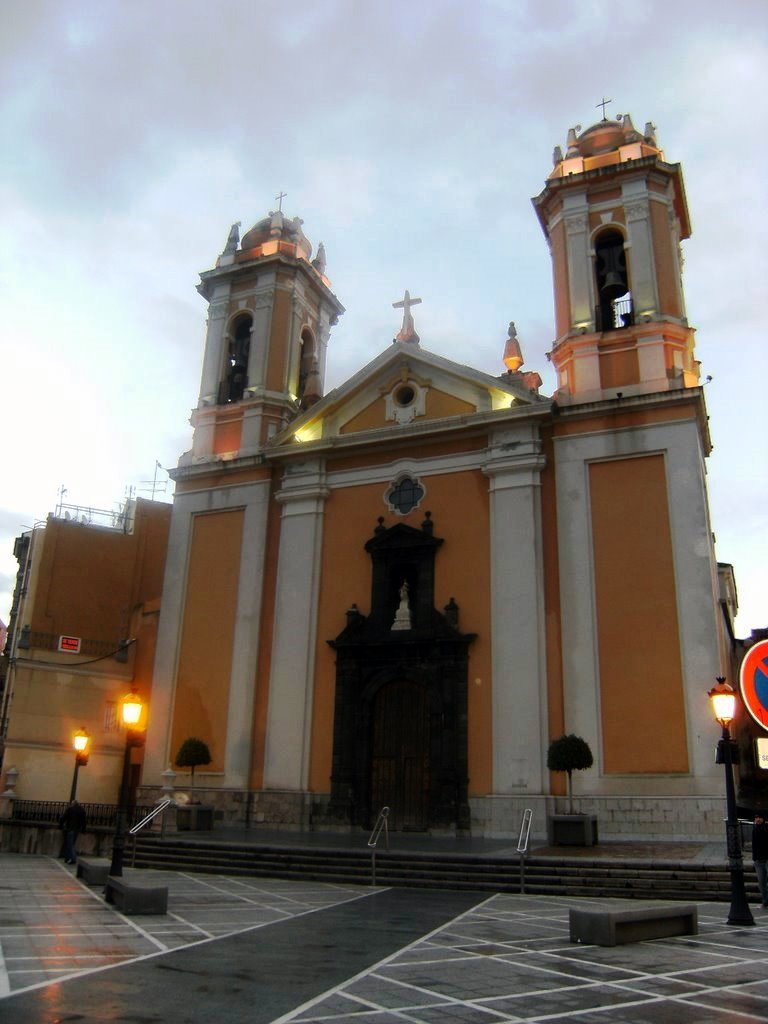
La catedral de l'Assumpció de Maria a Ceuta.

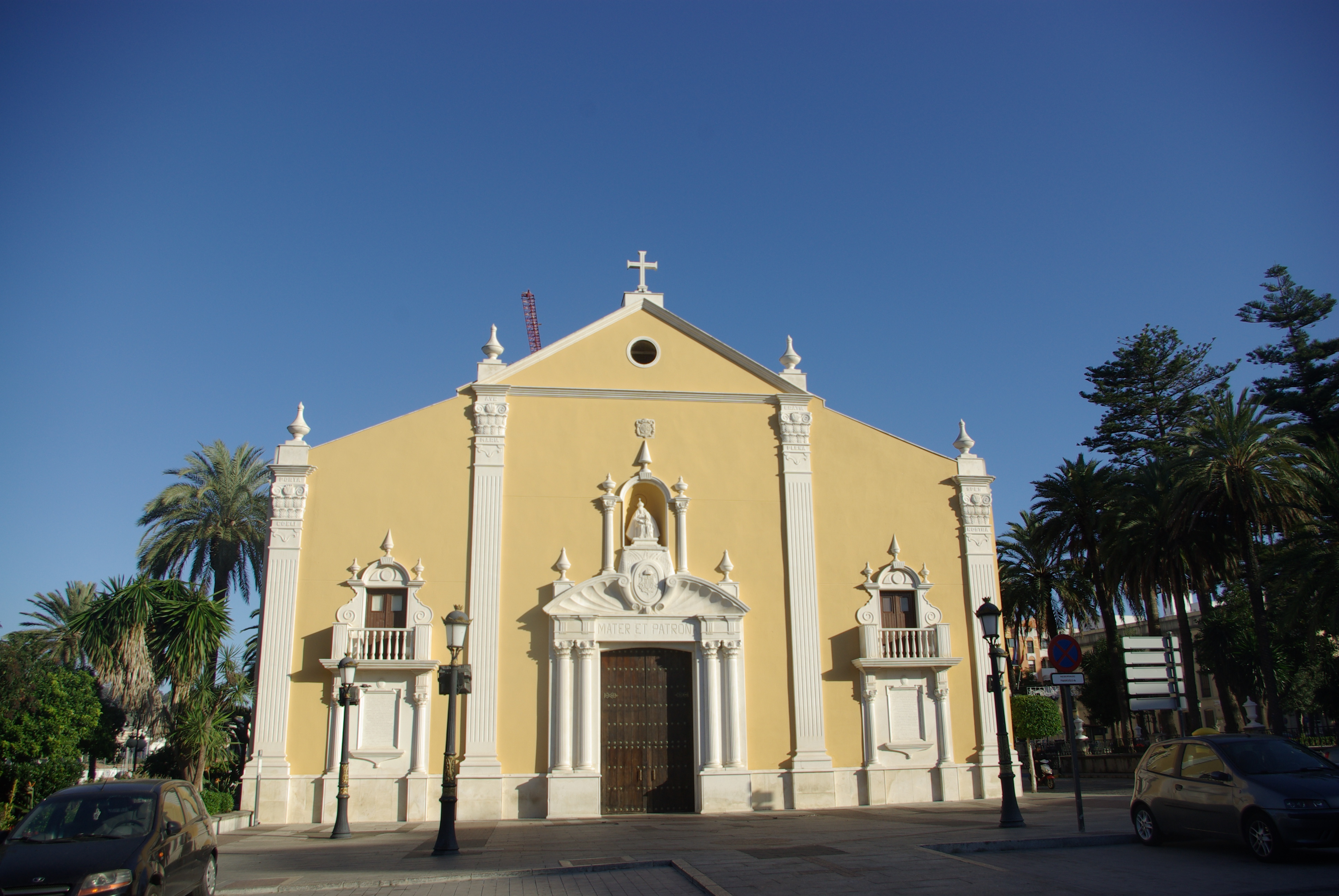
El santuari Santa María de África, patrona de Ceuta.

La meitat nord de la província es troba enquadrada en la diòcesi d'Asidonia-Jerez, escindida de l'arxidiòcesi de Sevilla el 1980.

## Territori
La diòcesi comprèn la part meridional de la província de Cadis i l'exclavament de Ceuta. En formen part de la diòcesi els següents municipis: Alcalá de los Gazules, Algesires, Barbate, Los Barrios, Benalup-Casas Viejas, Cadis, Castellar de la Frontera, Ceuta, Chiclana de la Frontera, Conil de la Frontera, Jimena de la Frontera, La Línea de la Concepción, Medina-Sidonia, Paterna de Rivera, Puerto Real, San Fernando, San Roque, Tarifa i Vejer de la Frontera.
La seu bisbal és a la ciutat de Cadis, on s'hi troba la catedral de la Santa Creu. La catedral de Ceuta és dedicada a l'Assumpció de la Verge.
El territori comprèn 3.772 km² i se subdivideix en 118 parròquies, de les que vuit es troben a l'exclavament de Ceuta.

## Història

### Diòcesi de Ceuta
Després de la conquesta de Ceuta pels portuguesos en 1415, la primera preocupació del rei Joan II va ser instituir-hi d'una diòcesi. Amb la butlla Romanus Pontifex del 4 d'abril de1417, el papa Martí V va encarregar als arquebisbes de Braga i Lisboa examinar la situació i els autoritzà per a procedir finalment a l'erecció de la diòcesi. Quatre anys més tard, Martí V va confirmar el nomenament del primer bisbe, Aymaro d'Aurillac, exbisbe del Marroc.
Originàriament la nova diòcesi era sufragània de l'arxidiòcesi de Lisboa, amb excepció del període 1540 - 1570, quan va ser sotmesa a l'Arxidiòcesi d'Évora. La seva competència territorial va variar diverses vegades al llarg del temps. Al principi sembla que tenia jurisdicció a tot el Regne de Fes, però era probablement només una jurisdicció teòrica. A partir de 1444 alguns territoris de la península Ibèrica van ser agregats a la diòcesi de Ceuta; en 1513 els bisbes van traslladar la seva residència a Olivença, al sud-est de Portugal, fins que, en 1570, la regió d'Olivença va ser annexada a la nova diòcesi d'Elvas. A partir d'aquest moment, la diòcesi de Ceuta es reduí al territori africà.
Per aquesta raó, el 9 de juny de 1570 el papa Pius V va decidir unir la diòcesi de Ceuta amb la de Tànger. Amb el Tractat del 16 de febrer de 1668 el territori de Ceuta es va incorporar definitivament a Espanya, posant així fi a la dominació portuguesa. Això va significar la fi de la unió amb Tànger, decidida el 6 de desembre de 1675, quan Roma va restablir la diòcesi de Ceuta, a la que van unir els territoris de la diòcesi de Tànger, que va ser suprimida. Alhora, la seu de Ceuta es va convertir en part de la província eclesiàstica de l'Arxidiòcesi de Sevilla.
Arran del Concordat entre la Santa Seu i Espanya de 1851, confirmat per la butlla Ad vicariam del Papa Pius IX de 5 de setembre de 1851, la diòcesi de Ceuta es va unir a la diòcesi de Cadis, mantenint les seves estructures administratives i el capítol de la catedral. En realitat cap butlla mai ha sancionat canònicament la unió.
Inicialment els bisbes de Cadis es van negar a fer-se càrrec també de les diòcesis africanes, que va ser confiades així als vicaris capitulars així. En 1876 un acord inicial va permetre la designació d'administradors apostòlics residents amb un caràcter de bisbe i amb el títol in partibus infidelium El 1879 el bisbe de Cadis va acceptar el càrrec d'administrador apostòlic de Ceuta.
El 14 d'abril de 1908 la Prefectura Apostòlica del Marroc, erigida en 1630 sobre les ruïnes de l'antiga seu de Tànger, va ser elevada a Vicariat Apostòlic i de fet cessà jurisdicció dels bisbes de Ceuta al seu territori.

### Diòcesi de Cadis
Els orígens del cristianisme en el territori de l'actual diòcesi es remunten, amb les degudes reserves, a sant Isici (o Hisci), un dels set viri apostolici que tradicionalment van portar l'Evangeli a la Hispània romana. Isici seria el fundador de la seu episcopal de Carteya prop Algesires, seu que a causa de la persecució seria transferida a l'interior a Asidonia o Assidona, avui Medina-Sidonia. D'aquesta diòcesi es coneix els noms d'alguns bisbes no només de l'època dels visigots sinó també de durant la dominació àrab, fins a 1145.
Després de la reconquesta de la ciutat per a Alfons X, en 1263 va ser erigida la Diòcesi de Cadis amb butlla Excelsis del Papa Urbà IV, que li va transferir l'antic títol de bisbe d'Asidonia. El riu Guadalete va esdevenir la frontera històrica septentrional que separava la nova diòcesi del territori de l'arxidiòcesi de Sevilla, de la que es va convertir en sufragània. La prematura mort d'Urbà IV va impedir la realització d'aquesta fundació, que, però, va ser confirmada pel seu successor, Climent IV en 1266, amb el nomenament del primer bisbe, el franciscà Juan Martínez. La primera catedral de la diòcesi fou l'Església de la Santa Creu.
En 1344 Alfons XI arrabassà als àrabs també la ciutat d'Algesires, que es va convertir en el seu d'una nova diòcesi, unida in persona episcopi a la de Cadis. La mesquita d'Algesires es va transformar en una catedral, amb el nom de Santa Maria de Palma; va ser destruïda pels àrabs, juntament amb tota la ciutat, en 1379. Els bisbes de Cadis portaren el doble títol fins a 1851, quan la diòcesi d'Algesires va ser suprimida pel concordat.
El 2 de novembre, 1589 el bisbe Antonio Zapata Cisneros va fundar a Cadis el Seminari diocesà, dedicat a Sant Bartomeu.
El segle xviii va ser un segle de gran desenvolupament religiós i eclesiàstic de la ciutat i de la diòcesi episcopal. En 1722 el bisbe Lorenzo Armengual de la Mota va iniciar els treballs de construcció de la nova catedral, que es completarà en 1832 i es va obrir al culte el 1838. En 1749 i en 1768 per impuls del Bisbe Tomàs del Valle es van establir, respectivament, l'Hospital de Dones i l'hospital San Juan. Moltes institucions religioses van obrir la seva residència a Cadis amb la construcció de nombroses esglésies.
En el segle xix la diòcesi de Cadis va patir un període de crisi i decadència, lligat principalment a la caiguda de l'antic règim i l'inici d'un règim liberal i majoritàriament anticlerical. En 1873 l'alcalde anarquista Fermín Salvochea Álvarez va tancar algunes esglésies de Cadis.
A principis del segle XX el bisbe José María Rances y Villanueva va ser capaç de donar la diòcesi una orientació pastoral forta i moderna, centrant-se en la predicació, en la difusió de la premsa catòlica i l'acció social.
Durant el Segona República (1931) i la Guerra Civil (1936), moltes esglésies van ser saquejades i incendiades. A partir de 1933 a les fonts del Vaticà, la diòcesi apareix amb el nom actual. El 1980 va cedir una petita porció de territori a la Diòcesi d'Asidonia-Jerez.

## Bisbes de Cadis i Ceuta
- Ramón Pérez y Rodríguez † (12 d'abril de 1933 - 28 de gener de 1937)
  - Seu vacant (1937-1943)
- Tomás Gutiérrez Diez † (11 de novembre de 1943 - 2 d'abril de 1964)
- Antonio Añoveros Ataún † (2 d'abril de 1964 - 3 de desembre de 1971 nomenat bisbe de Bilbao)
- Antonio Dorado Soto † (1 de setembre 1973 - 26 de març de 1993 nomenat bisbe de Màlaga)
- Antonio Ceballos Atienza (10 de desembre 1993 - 30 d'agost de 2011)
- Rafael Zornoza Boy, des de 30 d'agost de 2011

## Estadístiques
A la fi del 2012 en la diòcesi hi havia 704.400 batejats, sobre una població de 769.800 persones, la qual cosa suposa un 91,4% del total.
| any  | població | població | població | sacerdots | sacerdots       | sacerdots       | sacerdots              | diaques | religiosos | religiosos | parròquies |
| ---- | -------- | -------- | -------- | --------- | --------------- | --------------- | ---------------------- | ------- | ---------- | ---------- | ---------- |
| any  | batejats | total    | %        | total     | clergue secular | clergue regular | batejats por sacerdote | diaques | homes      | dones      |            |
| 1950 | 599.000  | 600.000  | 99,8     | 211       | 141             | 70              | 2.838                  |         | 150        | 610        | 61         |
| 1957 | 565.000  | 573.000  | 98,6     | 257       | 161             | 96              | 2.198                  |         | 116        | 908        | 70         |
| 1970 | 729.000  | 731.700  | 99,6     | 511       | 172             | 339             | 1.426                  |         | 343        | 1.107      | 99         |
| 1980 | 707.000  | 757.000  | 93,4     | 222       | 132             | 90              | 3.184                  |         | 144        | 810        | 103        |
| 1990 | 668.264  | 688.264  | 97,1     | 249       | 132             | 117             | 2.683                  | 7       | 178        | 765        | 109        |
| 1999 | 684.000  | 708.000  | 96,6     | 241       | 141             | 100             | 2.838                  | 11      | 150        | 688        | 109        |
| 2000 | 686.000  | 712.000  | 96,3     | 240       | 140             | 100             | 2.858                  | 11      | 150        | 688        | 109        |
| 2001 | 684.000  | 710.000  | 96,3     | 236       | 136             | 100             | 2.898                  | 11      | 150        | 688        | 109        |
| 2002 | 685.000  | 723.493  | 94,7     | 230       | 130             | 100             | 2.978                  | 11      | 150        | 688        | 109        |
| 2003 | 692.000  | 724.975  | 95,5     | 236       | 136             | 100             | 2.932                  | 11      | 150        | 688        | 109        |
| 2004 | 702.000  | 732.850  | 95,8     | 238       | 138             | 100             | 2.949                  | 10      | 154        | 688        | 110        |
| 2006 | 645.000  | 675.320  | 95,5     | 241       | 141             | 100             | 2.676                  | 9       | 150        | 688        | 110        |
| 2012 | 703.400  | 769.800  | 91,4     | 230       | 140             | 90              | 3.058                  | 4       | 137        | 604        | 118        |

### Diòcesi de Cadis
- (castellà) «Bisbes de Cadis». Arxivat de l'original el 2009-07-30. [Consulta: 28 març 2016].
- (castellà) José Sánchez Herrero, El episcopologio medieval gaditano, Siglos XIII al XV, in España medieval 1 (1980), pp. 443–465
- (castellà) Manuel Barea Patrón, Acerca de la diόcesis de Cádiz y sus relaciones con la presencia del apόstol Santiago en Hispania Arxivat 2016-03-09 a Wayback Machine., in Pro iter agentibus, Asociación Gaditana Jacobea «Vía Augusta», 29 (2012), pp. 17–23
- (llatí) Pius Bonifacius Gams, Series episcoporum Ecclesiae Catholicae, Leipzig 1931, pp. 18–19
- (llatí) Konrad Eubel, Hierarchia Catholica Medii Aevi, vol. 1 Arxivat 2019-07-09 a Wayback Machine., pp. 257–258; vol. 2 Arxivat 2018-10-04 a Wayback Machine., p. 157; vol. 3 Arxivat 2019-03-21 a Wayback Machine., p. 200; vol. 4 Arxivat 2018-10-04 a Wayback Machine., p. 192; vol. 5, p. 207; vol. 6, p. 222

### Diòcesi de Ceuta
- (anglès) La diocesi di Ceuta su Catholic Hierarchy
- (llatí) Bolla Romanus Pontifex, in Bullarium patronatus Portugalliae regum, Tomus I, p. 8
- «Cronologia de Ceuta» (en (castellà)). Arxivat de l'original el 2010-08-24. [Consulta: 28 març 2016].
- (llatí) Pius Bonifacius Gams, Series episcoporum Ecclesiae Catholicae, Leipzig 1931, pp. 25 e 470
- (llatí) Konrad Eubel, Hierarchia Catholica Medii Aevi, vol. 1 Arxivat 2019-07-09 a Wayback Machine., p. 327; vol. 2 Arxivat 2018-10-04 a Wayback Machine., p. 125; vol. 3 Arxivat 2019-03-21 a Wayback Machine., p. 163; vol. 5, p. 354; vol. 6, pp. 376–377
- (francès) F. Pérez, v. Ceuta, in Dictionnaire d'Histoire et de Géographie ecclésiastiques, vol. XII, París 1953, coll. 254-57
- (portuguès) Antόnio Dias Farinha, v. Marrocos, in Dicionário de História Religiosa de Portugal, vol. 3, Lisboa 2000, pp. 174–178
- (portuguès) Levy Maria Jordão, Memoria histórica sobre os bispados de Ceuta e Tanger, Lisboa 1858
- (portuguès) Levy Maria Jordão, Historia ecclesiastica ultramarina, vol. I : Africa septentrional. Bispados de Ceuta, Tanger, Safim e Marrocos, Lisbona 1872
- (castellà) José Xiqués, Obispos y administradores apostólicos de Ceuta, in Boletín de la Real Academia de Historia 18 (1891), pp. 2–26